# Věrtel
Věrtel je stará česká jednotka objemu užívaná pro sypké látky. Slovo pochází z německého slova viertel (čili čtvrtina). Jednalo se o 1/4 korce. Byla ale užívána i jako jednotka plošného obsahu.

## Historie

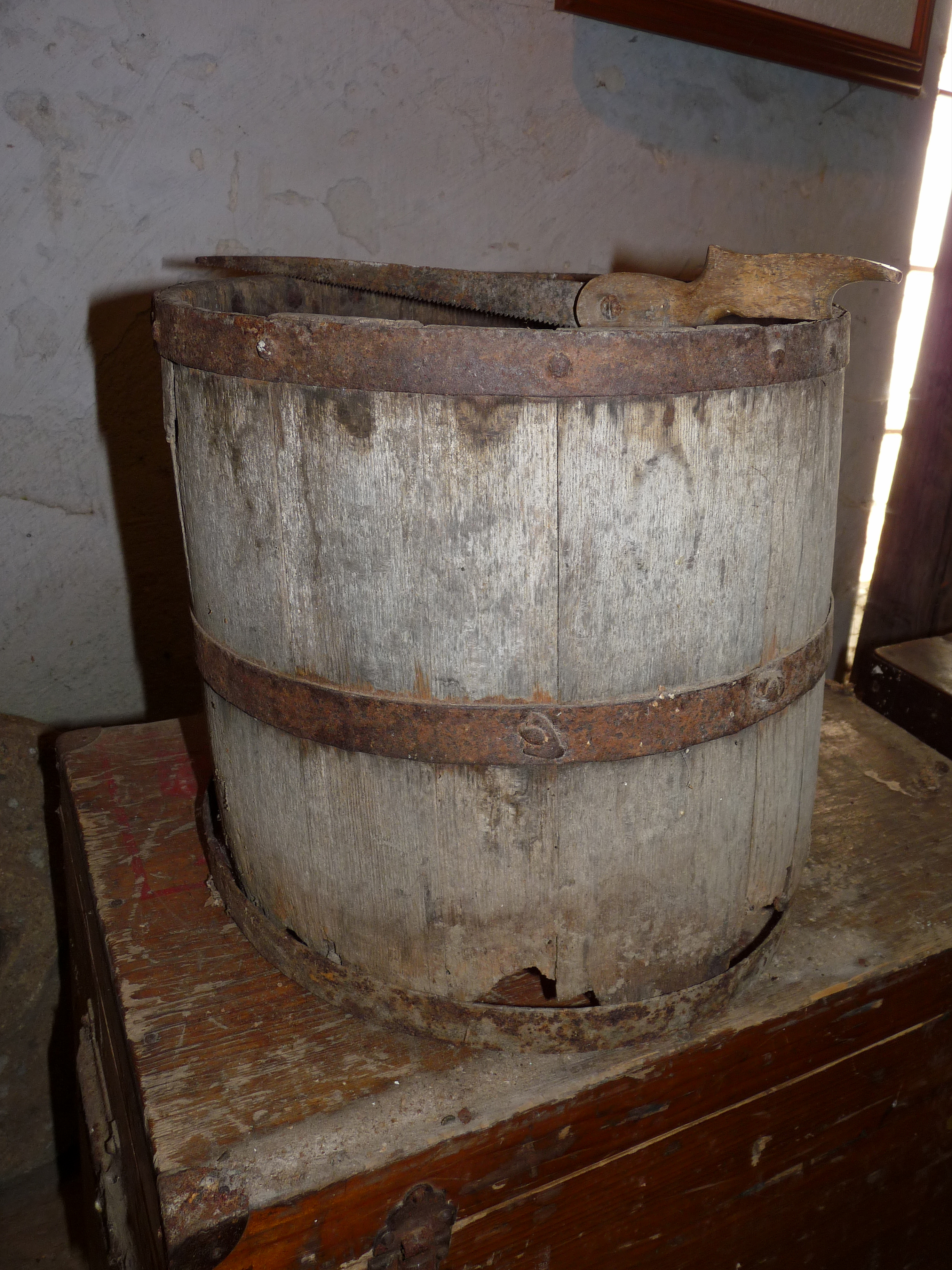
Věrtel používaný na Rosenauerově mlýně u Horažďovic

Historická velikost věrtele je uváděna v několika různých hodnotách, buďto 23,40 litru nebo 49 či 50 žejdlíků, což odpovídá hodnotě 23,5 litru pro 49 žejdlíků a 25,2 litru pro 50 žejdlíků.
Hájkova kronika uvádí jednotku věrtel jakožto jednotku užívanou pro kapaliny ve velikosti 1 věrtel = 248 litrů, což je 128 pint – což je tzv. pivní sud (jednotka).
Ruská jednotka четверть (čtvrť) má přibližně 210 litrů. Její polovinou byla jednotka осьмина (osmina). Čtvrtinou této osminy byla jednotka четверик (čtvrtinka), která má přibližně 26 litrů. Mohlo se ale také jednat o čtvrtinu ruské jednotky vědro (3 litry).
V českém chmelařství se jednotka nazývá český věrtel a činí přesně 23,25 litru.

## Použitý zdroj
- Malý slovník jednotek měření, vydalo nakladatelství Mladá fronta v roce 1982, katalogové číslo 23-065-82